# Haute Pègre (film, 1948)
Pour plus de détails, voir Fiche technique et Distribution.
Haute Pègre (Larceny) est un film américain réalisé par George Sherman, sorti en 1948.

## Synopsis
Rick Maxon tente d’escroquer la veuve de guerre Deborah pour qu’elle abandonne ses économies envers un mémorial inexistant. Mais lorsqu'il tombe amoureux d'elle, il commence à avoir des remords. Il devra combattre son chef de gang, Silky dont la fille, Tory, est secrètement amoureuse de Rick.

## Fiche technique
- Titre original : Larceny
- Titre français : Haute Pègre
- Réalisation : George Sherman
- Scénario : Herb Margolis, Lou Morheim et William Bowers d'après le roman The Velvet Fleece de Lois Eby et John Fleming
- Photographie : Irving Glassberg
- Montage : Frank Gross
- Musique : Leith Stevens
- Société de production : Universal Pictures
- Pays d'origine : États-Unis
- Format : Noir et blanc - 1,37:1 - Mono
- Genre : policier
- Date de sortie : 1948

## Distribution
- John Payne : Rick Maxon
- Joan Caulfield : Deborah Owens Clark
- Dan Duryea : Silky Randall
- Shelley Winters : Tory
- Dorothy Hart : Madeline
- Richard Rober : Max
- Dan O'Herlihy : Duke
- Nicholas Joy : Walter Vanderline
- Percy Helton : Charlie Jordan
- Walter Greaza (en) : Mr Owens
- Patricia Alphin : Serveuse
- Harry Antrim : Mr McNulty
- Russ Conway : Détective
- Paul Brinegar : Mechanic
- Don Wilson : le maître de cérémonie